# Валлин, Клаудия
Клаудия Валлин (англ. Claudia Wallin; род. 23 мая 1987 года, Гётеборг, Швеция) — шведская конькобежка, двукратная чемпионка Швеции и чемпионка Польши в спринтерском многоборье. Рекордсменка Швеции среди юниоров на дистанции 500 метров, в командной гонке и в командном спринте.

## Биография
Клаудия Валлин встала на коньки, почти как стала ходить. Первоначально занималась фигурным катанием вместе со старшей сестрой Паулиной, а также толкала штангу в тяжёлой атлетике, где ей принадлежат несколько титулов чемпионки Швеции и национальные рекорды в весовых категориях 48 кг и 52 кг. В возрасте 8 лет, её отец Людвик, который также был фигуристом повел Клаудию и двух её сестёр на конькобежный стадион в Гётеборге, после чего она осталась в этом виде спорта. Только третья сестра Эмануэлла, продолжила прыжки и пируэты, оставшись в фигурном катании Профессионально тренировалась с 9-летнего возраста в клубе "Wega", но перешли в "IFK Göteborg". С 1997 года стала соревноваться на юношеском уровне и в 2000 году заняла 2-е место в многоборье на молодёжном чемпионате Швеции, а в 2002 и 2004 годах выиграла его.
В 2005 году Валлин заняла 1-е место на юниорском чемпионате Швеции в многоборье, и на взрослом чемпионате заняла 2-е место в спринте. В том же году участвовала на юниорском чемпионате мира. В сезоне 2005/06 году начала выступления на кубке мира. В 2006 году Клаудия вновь выиграла юниорский чемпионат Швеции в спринте. В 2008 году дебютировала на спринтерском чемпионате мира в Херенвене, где заняла 34-е место.
В 2009 и 2010 годах Клаудия проводила много времени в Нидерландах, где тренировалась с командой "Team Holland" под руководством тренера Джилдоу Гемсера. Она выигрывала чемпионаты Швеции в спринте в течение двух лет и участвовала в зимней Универсиаде в Харбине, где осталась только в третьем десятке на всех четырёх дистанциях. В сезоне 2010/11 она уехала из Швеции и стала представлять Польшу на соревнованиях. Тренировалась под руководством национального тренера по спринтерскому бегу Анджея Свецински.
В 2011 году Клаудия выиграла чемпионат Польши в спринтерском многоборье, а в декабре 2011 года заняла 4-е место в беге на 500 м и 11-е на 1000 м на чемпионате Польши на отдельных дистанциях, после которого перешла в шорт трек. С 2011 по декабрь 2014 года она выступала за команду "AZS". В начале 2015 года завершила карьеру спортсменки. 

## Личная жизнь
Клаудия Валлин обучалась в католической школе Гётеборга. В 2008 году обучалась в Университета Линнеуса в области межкультурной коммуникации, а в 2013 году в области электронного бизнеса. С 2012 по 2013 год изучала ИТ-инновации в Технологическом университет Лулео. В 2014 году окончила Университет Карлстада в степени бакалавра информационных наук. С февраля 2015 по 2016 год работала в компании "New Minds" консультантом по подбору инженеров. С апреля 2015 по 2018 год в компании "Volvo Car Retail Solutions", с августа 2018 по 2020 год в компании "Västtrafik" состояла в должности архитектора CRM-решений. С 2020 года по-настоящее время работает в компании "Хедин ИТ" начальником отдела бизнес-аналитики.